# Močna
Močna este o localitate din comuna Lenart, Slovenia, cu o populație de 242 de locuitori.